# Lajas de Tolé
Lajas de Tolé es un corregimiento del distrito de Tolé en la provincia de Chiriquí, República de Panamá. La localidad tiene 847 habitantes (2010).

## Límites
Lajas de Tolé limita al norte con el corregimiento de Tolé, al sur con el corregimiento de Quebrada de Piedra, al este con la Provincia de Veraguas y al oeste con el Océano Pacífico.

## Geografía
El cCorregimiento de Lajas de Tolé se asienta en la parte sur de la serranía de Tolé, siendo prácticamente muy escarpada la zona oriental del corregimiento, la occidental se asienta sobre llanos y planicies de tipo costera.
Los ríos cuyo cauce transcurre por la zona montañosa forman valles profundos y escorrentías rápidas. Las corrientes principales son el río Tabasará y el río Viguí.

## Clima
Como en el resto de la República de Panamá el clima tropical es el predominante con fuertes lluvias desde los meses de mayos a diciembre y la estación seca los meses restantes. La temperatura suele oscilar sobre 30C durante todo el año aunque en la zona montañosa tiende a ser más suave.